# 10866 Peru
A 10866 Peru (ideiglenes jelöléssel 1996 NB4) a Naprendszer kisbolygóövében található aszteroida. Eric Walter Elst fedezte fel 1996. július 14-én.
Nevét Peru államról kapta. (Az ország fővárosának nevét viseli a 10867 Lima.)